# Massaker von Nahal Oz

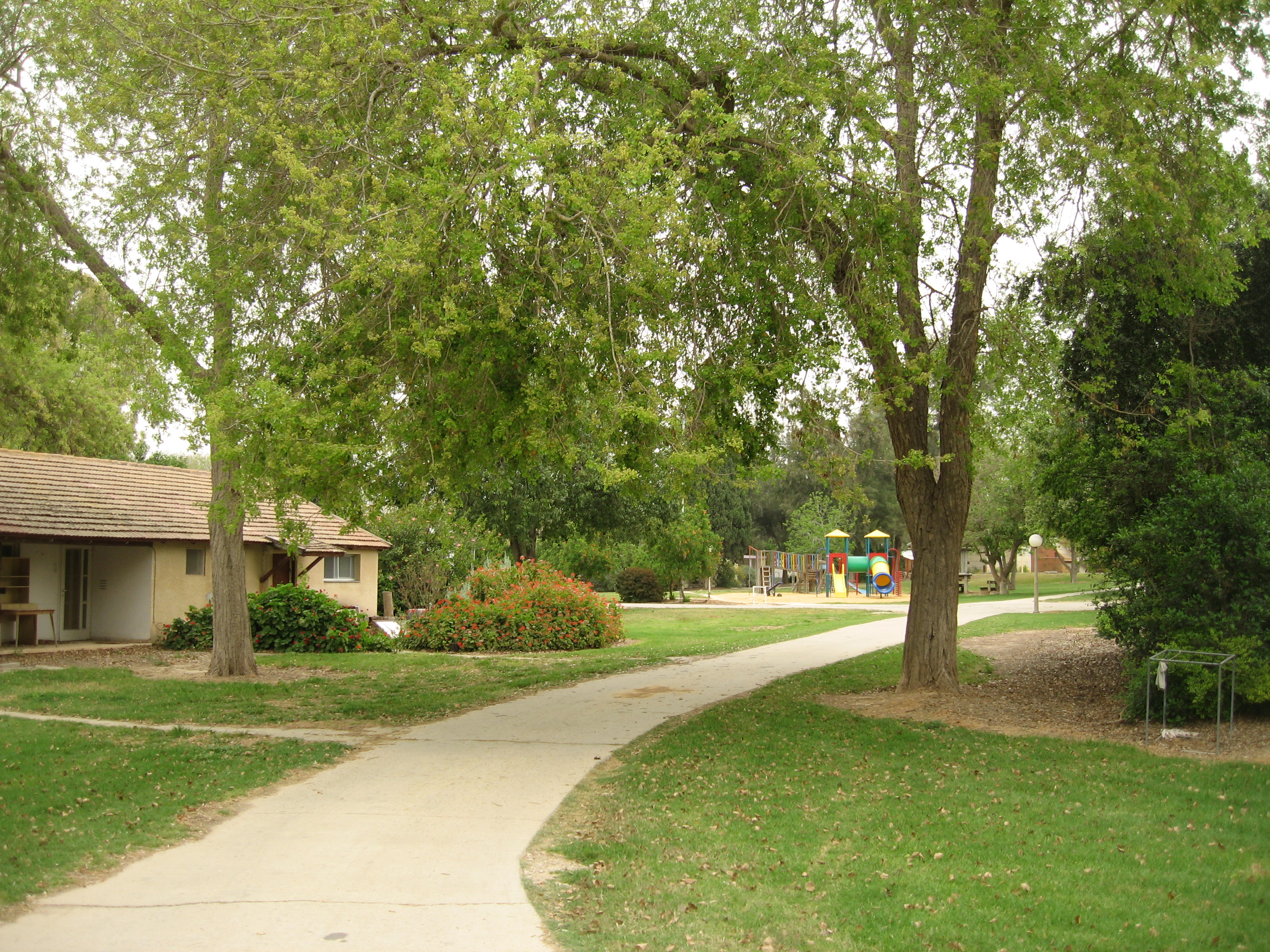
Nachal Oz (2007)

Das Massaker von Nahal Oz ereignete sich während des Terrorangriffs der Hamas auf Israel ab 7. Oktober 2023 im grenznahen Kibbuz Nahal Oz und einem dortigen militärischen Außenposten der israelischen Verteidigungsstreitkräfte (IDF) in Israels Südbezirk. Terroristen der Hamas waren nach Durchbrechen der Sperranlagen um den Gazastreifen in die Siedlung sowie den IDF-Außenposten eingedrungen und töteten mindestens 15 Zivilisten und über 60 Soldaten. Weitere 16 Menschen wurden als Geiseln in den Gazastreifen entführt.

## Lage und Beschreibung
Der Kibbuz Nahal Oz liegt im Nordwesten des Negev, weniger als einen Kilometer von der Grünen Linie an der Ostgrenze zum Gazastreifen entfernt und war 1953 gegründet worden. Zum Zeitpunkt des Angriffs hatte der Kibbuz rund 400 Einwohner.
Nördlich des Kibbuz befand sich ein IDF-Außenposten mit einem Überwachungskontrollzentrum der überwiegend aus weiblichen Soldaten bestehenden Einheit 414 des Feldaufklärungskorps, zudem war der Posten das Hauptquartier des für den Sektor Nahal Oz zuständigen 13. Bataillons der Golani-Brigade.

## Terrorangriff der Hamas auf den Kibbuz
Am 7. Oktober ab 6:30 Uhr Ortszeit begann der Angriff der Hamas mit einem massiven Raketenbeschuss, der zahlreiche Bewohner von Nahal Oz zum Aufsuchen ihrer Schutzräume veranlasste. Um 6:43 Uhr informierten Truppen der Golani-Brigade den Sicherheitskoordinator von Nahal Oz darüber, dass Hamas-Terroristen in Israel eingedrungen und auf dem Weg zum Kibbuz seien. Die Truppen wurden angewiesen, dorthin zu gehen und ihn zu verteidigen. Die Golani-Soldaten, die zum Kibbuz gefahren waren, konnten diesen jedoch nicht betreten, da durch den Raketenbeschuss die Stromversorgung ausgefallen war und sich das elektrische Eingangstor nicht mehr öffnen ließ. Anschließend fuhren die Truppen zu einem Hügel am nordwestlichen Rand, wo sie auf eine große Zahl von Terroristen trafen und mit diesen in einen Kampf verwickelt wurden.
Um 7:05 Uhr gelang es den ersten Hamas-Terroristen, von einem Bereich südlich des Hintereingangs der Gemeinde aus in Nahal Oz einzudringen. Der Leiter des örtlichen Sicherheitsteams von Nahal Oz, Ilan Fiorentino, identifizierte die Terroristen am Hintereingang, die in Richtung des Viertels „New Fields“ unterwegs waren und übermittelte den Standort an die elf Angehörigen der paramilitärischen Polizeieinheit JAMAS, die sich als Teil der Vorbereitungen für die wöchentlichen gewalttätigen Proteste an der Grenze zu Gaza in den Kibbuz begeben hatten. Da sich aufgrund des Stromausfalls auch die Waffenkammer des örtlichen Sicherheitsteams nicht öffnen ließ, unterließ Fiorentino eine Verständigung seiner Truppe. Nur Fiorentino und der stellvertretende Leiter des Sicherheitsteams hatten ihre Sturmgewehre zu Hause. Um 7:15 Uhr gelang es den Terroristen, in das Viertel einzudringen, worauf es zum Kampf mit den JAMAS-Beamten kam. Im Laufe des Gefechts wurden Fiorentino und der Kommandant des JAMAS-Teams, Shlomo Krasniansky, getötet und mehrere andere Mitglieder der Polizei verwundet, sowie eine Bewohnerin in ihrem Schutzraum ermordet. In den folgenden drei Stunden kämpften die verbliebenen JAMAS-Mitglieder und der stellvertretende Leiter des örtlichen Sicherheitsteams weiter gegen die Terroristen in verschiedenen Gebieten der Siedlung. Dem IDF-Untersuchungsbericht zufolge war es dem örtlichen Sicherheitsteam und den Polizisten zu diesem Zeitpunkt bereits gelungen, den größten Teil der ersten Angriffswelle abzuwehren.
Gegen 10 Uhr drang eine zweite Welle von Hamas-Terroristen in Nahal Oz ein und verübte in den folgenden Stunden Morde und Entführungen. Um 10:15 Uhr ermordeten sie zwei ältere Bewohner in ihrem Haus, einen Ausländer im Wohngebiet der Arbeiter und einen weiteren Ausländer in der Nähe des Kuhstalls. Um 10:37 Uhr erreichten die Terroristen das Viertel „Keshet“, drangen in das Haus der Familie Zohar ein, verließen es zwar wieder, kehrten jedoch später in das Haus zurück und ermordeten mehrere Familienmitglieder, darunter den Vater Yaniv, ein ehemaliger AP-Journalist, die Mutter Yasmin und die Töchter Keshet und Tehelet, die in einem gesicherten Raum Zuflucht gesucht hatten. Ihr Sohn Ariel war in einem anderen Haus untergebracht und überlebte. Bis etwa 13:30 Uhr gingen Terroristen zwischen anderen Häusern in der Nachbarschaft umher, ermordeten sechs Bewohner und entführten sieben weitere in den Gazastreifen, wobei sie ihre Aktionen live in den sozialen Medien ihrer Opfer mit den von ihnen gestohlenen Mobiltelefonen übertrugen. Der 85-jährige Shlomo Ron, einer der Mitbegründer des Kibbuz, wurde in seinem Haus erschossen, nachdem er zuvor seine Frau, die beiden Töchter und seinen Enkel im Schutzraum des Hauses versteckt hatte. Diese blieben unentdeckt und wurden nach mehreren Stunden von den IDF befreit. In einem Haus nahmen Terroristen Noam Elyakim, seine Partnerin Dikla Arava und die drei minderjährigen Kinder als Geiseln, wobei sie die Vorgänge per Facebook-Livestream übertrugen. Während Elyakim ins Bein geschossen wurde, zwangen die Terroristen den 17-jährigen Sohn Tomer Eliaz, durch die Nachbarschaft zu gehen und andere aufzufordern, ihre Häuser zu verlassen. Laut ersten Mitteilungen wurden Elyakim, Arava und Eliaz später ermordet und die beiden Töchter als Geiseln in den Gazastreifen entführt. Erst der im März 2025 veröffentlichte Untersuchungsbericht ergab, dass Eliaz den Terroristen entkommen und sich verstecken konnte, ehe er im Zuge der Rückeroberung des Kibbuz von israelischen Soldaten aufgrund einer falschen Identifizierung getötet wurde. Dikla Arava starb laut Ermittlungen in einem Fahrzeug der Terroristen, mit welchem diese vier Geiseln in den Gazastreifen transportieren wollten, durch den Beschuss israelischer Streitkräfte. Laut IDF wurde auch Noam Elyakim noch am 7. Oktober 2023 getötet und seine Leiche erst am 17. Oktober gefunden. Die Untersuchung der IDF lieferte keine näheren Angaben zu den Umständen seines Todes.
Zwischenzeitlich versuchte ein Trupp der Kommandoeinheit Maglan auf der Straße nach Nahal Oz zu gelangen, geriet jedoch um 12:05 Uhr in einen Hinterhalt von etwa zehn Terroristen. Im Zuge des folgenden Gefechts wurden drei der Soldaten getötet, darunter der stellvertretende Kommandeur von Maglan, Major Chen Bochris. Um 13:15 Uhr trafen weitere Maglan-Truppen mit Mitgliedern der Aufklärungseinheit der Givʿati-Brigade außerhalb von Nahal Oz ein und teilten die Siedlung in Sektoren auf, um die Kämpfe besser koordinieren zu können. Ab 13:45 Uhr begannen die Truppen mit der Durchsuchung und Rückeroberung des Kibbuz, wobei es zu Kampfhandlungen kam. Um 17:30 Uhr war der Kibbuz unter Kontrolle und der damalige Kommandeur der 98. Division, Generalmajor Dan Goldfus, traf in Nahal Oz ein und wies die Truppen an, mit der Evakuierung der Zivilisten zu beginnen, welche am Morgen des 8. Oktober abgeschlossen war.
Laut dem IDF-Bericht waren über 180 Terroristen in den Kibbuz eingedrungen, von denen rund 80 getötet worden waren. In Nahal Oz wurden 13 Einwohner, darunter zwei Mitglieder des örtlichen Sicherheitsteams und zwei Ausländer, sowie vier Sicherheitskräfte getötet und acht Zivilisten als Geiseln genommen, von denen später zwei für tot erklärt wurden. Viele Häuser wurden bei den Kämpfen beschädigt oder zerstört, ebenso die landwirtschaftlichen Felder des Kibbuz.

## Angriff auf den IDF-Posten
Zum Zeitpunkt des Hamas-Angriffs befanden sich 162 israelische Soldaten auf dem Stützpunkt, von denen jedoch nur 90 bewaffnet waren; 81 davon gehörten zur kämpfenden Truppe. Aufgrund seiner Nähe zu Gaza von nur rund 850 Metern diente der Stützpunkt auch als Kommandozentrale für die 414. Combat Intelligence Collection Unit des Grenzschutzkorps der Gaza-Division, deren als Tatzpitaniyot bezeichnete Beobachterinnen Überwachungskameras mit Blick auf den Gazastreifen bedienten und daher auch als „die Augen des Militärs“ galten. Spätere Berichte und Aussagen von Überlebenden und Angehörigen, die Überwachungssoldatinnen der Einheit hätten in den Tagen vor dem 7. Oktober täglich ungewöhnliche Aktivitäten der Hamas wie Truppenaufmärsche, Aufklärungsaktivität und gehäufte Übungen aus Gaza gemeldet, welche von übergeordneten Stellen ignoriert worden seien, sorgten für Kritik an Israels Armeeführung.
Laut einer im März 2025 veröffentlichten IDF-Untersuchung galt der Stützpunkt Nahal Oz als die am stärksten betroffene israelische Einrichtung und der darum geführte Kampf gleichzeitig als die am besten dokumentierte Schlacht während des Angriffs der Hamas, da er auf einem videoüberwachten Militärgelände stattfand und zahlreiche Kameras die Ereignisse aus mehreren Winkeln aufnehmen konnten. Laut dem Bericht gab es für den Stützpunkt im Vorfeld des Angriffs kein Einsatzprotokoll für den Fall eines groß angelegten Bodenangriffs unter Raketenbeschuss und auch keinen Einsatzplan, wie sich die unbewaffneten Soldaten in einem solchen Fall zu verhalten hätten oder diese zu schützen wären. In den vergangenen Jahren waren auch keine Übungen durchgeführt worden, bei denen ein Bodenangriff oder eine Infiltration des Stützpunktes simuliert worden wären. Anders als die Grenzposten war die Basis auch nicht für die Verteidigung gegen Bodenangriffe gebaut; die Umfassungsmauer wies Lücken und Löcher auf, und die Unterstände sowie der Kontrollraum, von dem aus die Überwachungssoldaten operierten, waren so konstruiert, dass sie Raketenbeschuss standhalten konnten, nicht jedoch einem Bodenangriff.
Laut der Untersuchung hatte die Hamas im Laufe der Jahre mithilfe von Drohnen, Social-Media-Posts von Soldaten und Veröffentlichungen der IDF in den Nachrichten Informationen über die Basis gesammelt. Ein von den IDF Anfang 2023 in Gaza gefundenes Dokument mit Informationen der Hamas über die Basis Nahal Oz zeigte einen hohen Detaillierungsgrad. Die Hamas wusste, wie viele Soldaten normalerweise in der Basis stationiert waren und dass es an Wochenenden nur die Hälfte sein würden. Aus dem Dokument ging auch hervor, wann der beste Zeitpunkt für einen Angriff war, wie lange es dauern würde, bis die israelische Armee Verstärkung schickte und auch welche Routen dafür benutzt wurden. Das Dokument beschrieb detailliert den genauen Grundriss der Basis, einschließlich der Luftschutzanlagen, Unterkünfte, Generatorräume, Kommunikationsantennen, Überwachungskameras und des Kontrollraumes. Die Hamas wusste offenbar auch, wo die Kommandeure schliefen, wie wirksam die Bunkeranlagen gegen Raketenbeschuss waren, wie viele Soldaten bewaffnet waren und auch welche Waffen verwendet wurden.
Am 7. Oktober, gegen 5:30 Uhr wurde eine Routinepatrouille im Bereich des Grenzzaunes bei Nahal Oz angewiesen, sich der Grenze nicht zu nähern, nachdem die Kommandeure der Basis auf verdächtige Vorgänge über Nacht aufmerksam geworden waren, welche laut ihrer Interpretation auf einen Angriff mit Panzerabwehrraketen hindeuten könnten. Zudem hatte es gegen 4 Uhr Bewegungsalarm an der Grenzbarriere gegeben, wobei jedoch keine bedeutenden Wahrnehmungen gemacht werden konnten. Ebenfalls um 5:30 Uhr führten die Schichtbeamten auf dem Stützpunkt eine Routineprüfung der Funksysteme durch.
Ab ca. 6:30 Uhr begann ein massiver Raketenbeschuss aus dem Gazastreifen, wobei sich die ersten Salven zumeist gegen israelische Militärstützpunkte und Posten nahe der Grenze zum Gazastreifen richteten. Viele der Soldaten der Basis begaben sich daraufhin wie vorgesehen in die Luftschutzbunker. Um 6:31 Uhr identifizierten die Überwachungssoldaten zwei Hamas-Trupps, die sich an zwei Stellen gegenüber der Basis der israelischen Grenze näherten und um 6:33 Uhr und 6:34 Uhr mittels Sprengladungen die Stacheldrahtbarriere mehrere Dutzend Meter vor der eigentlichen Grenzanlage durchbrachen. Um 6:36 Uhr rannten zwei Soldaten des 13. Bataillons der Golani-Brigade zum Eingang der Basis, wo sich bis zu diesem Zeitpunkt nur ein einziger Wachsoldat befunden hatte. Zwei weitere, zum Gazastreifen hin ausgerichtete Wachposten in der Basis, waren nicht besetzt worden.
Um 6:38 Uhr und 6:41 Uhr sprengten die Hamas-Terroristen die Grenzbarriere zum Gazastreifen an zwei Stellen in der Nähe der Basis, woraufhin Dutzende Terroristen in Pick-ups, auf Motorrädern und zu Fuß nach Israel strömten. Einige begaben sich in Richtung des Black Arrow Memorial westlich des Kibbuz Mefalsim, andere zur Basis Nahal Oz. Hauptmann Shir Eilat, die erst 20-jährige Kommandantin der weiblichen Überwachungssoldaten, welche später getötet wurde, gab einen detaillierten Bericht über die Vorkommnisse an den stellvertretenden Kommandanten des 13. Bataillons der Golani-Brigade weiter, woraufhin Verstärkung angefordert wurde. Gegen 6:45 Uhr erreichten erste Hamas-Terroristen die Umfassungsmauer des Stützpunkts, welche zwei große Lücken aufwies, durch welche die Angreifer von außen in die Basis schießen konnten. Die Mauerabschnitte wiesen zudem kleine Löcher auf, durch die die Terroristen ihre Waffen stecken und das Feuer eröffnen konnten. Der stellvertretende Kommandeur des 13. Bataillons, Major N., der sich in einem Fahrzeug außerhalb der Basis befand und die Lage erkunden wollte, geriet um 6:46 Uhr als Erster unter Beschuss. Er kehrte zum Stützpunkt zurück, wo er um 6:55 Uhr erneut unter Beschuss geriet und schwer verwundet wurde. Zur gleichen Zeit begannen die Golani-Soldaten damit, die normalerweise ungenutzten Wachposten am westlichen Rand des Stützpunkts zu besetzen. Die Truppen waren nur mit ihren Sturmgewehren ausgerüstet und hatten keine Handgranaten. Eine Panzerbesatzung, welche sich in eine Position mit Blick auf die Grenze begeben hatte, stellte fest, dass sich eine erste Welle von etwa 65 Terroristen bereits an der Außenmauer der Basis auf der Ostseite und auch der Südseite befanden. Zwischen 6:48 Uhr und 6:56 Uhr kam es zu einem Feuergefecht zwischen den Hamas-Terroristen, die sich noch außerhalb der Basis befanden, und den israelischen Soldaten, welche sich innerhalb der Basis aufhielten. Die Terroristen nahmen die Wachposten unter massiven Beschuss und feuerten auch mit Panzerabwehrraketen, ehe ihnen um 7:05 Uhr der Einbruch in die Basis gelang. Um 7:09 Uhr stoppten die Überwachungssoldaten ihre Beobachtung der Grenze und begaben sich in das Büro ihrer Kommandantin im Kommandozentrum. Um 7 Uhr hatte auch der Kommandeur der Nordbrigade der Gaza-Division, Oberst Haim Cohen, erfahren, dass der stellvertretende Bataillonskommandeur schwer verwundet war, weshalb er das Kommando über die Basis an den Kompaniechef Major Shilo Har-Even übergab.
Um 7:30 Uhr gelang es den Terroristen, die sich auf der Ostseite der Basis befanden, den Eingang zu erreichen. Dort leisteten die drei Golani-Soldaten Adir Bogale, sowie Dor Lazimi und Ori Karmi, welche um 6:36 Uhr den allein am Eingang befindlichen Bogale unterstützt hatten, heftigen Widerstand, ehe ihnen die Munition ausging und sie überrannt und getötet wurden. Dor Lazimi war ein Verwandter der israelischen Parlamentsabgeordneten Naama Lazimi.
Um 7:41 Uhr traf ein Team aus sechs Golani-Soldaten unter Führung von Major Shilo Har-Even, der in einem nahegelegenen Posten stationiert war, in einem gepanzerten Mannschaftstransportwagen vom Typ Namer auf der Basis ein, nachdem sie in der Nähe der Grenze gegen Terroristen gekämpft hatten. Um 7:46 Uhr wurde Har-Even in der Basis angeschossen, kämpfte jedoch weiter. Um 7:43 Uhr erreichte eine Drohne der israelischen Luftwaffe (IAF) das Gebiet und führte um 7:47 Uhr einen ersten Angriff aus, der jedoch niemanden traf.
Um 7:49 Uhr wurden an einem Schutzraum in der Basis fünf Soldaten des Grenzschutzkorps im Kampf getötet. Die fünf Männer bildeten die Bedienmannschaft eines Überwachungsballons, der in der Basis stationiert und schon seit Tagen außer Betrieb war. Etwa zur gleichen Zeit erreichten die Terroristen einen Luftschutzbunker, in dem 31 Soldatinnen des Stützpunkts Schutz suchten, die zu diesem Zeitpunkt keinen Dienst hatten. Die Angreifer warfen eine Rauch- und zwei Splitterhandgranaten in den betonierten Unterstand, wobei 14 der teilweise schwer verletzten Soldatinnen ins Freie flüchteten, wo drei von ihnen getötet wurden. Zwei weitere Soldatinnen, die bewaffnet waren und beim Eindringen der Terroristen das Feuer eröffneten, wurden ebenfalls getötet. Eine der getöteten Frauen, Hauptmann Eden Nimri, war Kommandantin einer Drohneneinheit und als Schwimmerin Mitglied der israelischen Nationalmannschaft. Sieben der Überwachungssoldatinnen wurden im Bunker gefangengenommen und in den Gazastreifen verschleppt. Die anderen elf Frauen, die aus dem Bunker geflüchtet und nicht getötet worden waren, konnten gerettet werden, unter anderem durch einen Drohneneinsatz gegen die nachfolgenden Terroristen. Von den Terroristen erstellte Aufnahmen der Gefangennahme und Verschleppung der jungen Frauen wurden im Mai 2024 von deren Familienangehörigen veröffentlicht, um den Druck auf die Regierung zu erhöhen, einem Abkommen zur Geiselfreilassung zuzustimmen.
Um 8:09 Uhr führte der verwundete Shilo Har-Even mit drei seiner Soldaten einen Gegenangriff in die Basis, wobei sie jedoch von vier Stellen aus unter Beschuss gerieten. In dem heftigen Gefecht wurden Har-Even und zwei seiner Soldaten getötet. Kurz darauf wurde von den Terroristen auch ein in Betrieb genommener Panzer innerhalb der Basis durch RPG-Feuer außer Gefecht gesetzt. Ein weiterer Panzer wurde auf dem Weg zur Grenze, wo eine zweite Angriffswelle von etwa 50 Hamas-Terroristen nach Nahal Oz vordrang, durch Beschuss zerstört. Unterdessen führte die israelische Luftwaffe mehrere Drohnenangriffe durch, um den Angriff der Hamas zu unterbinden, ohne die eigenen Soldaten zu gefährden. Laut Untersuchungsbericht war die Basis am 7. Oktober der Ort mit den meisten Luftangriffen, da viele Soldaten die Drohnenpiloten anleiten konnten.
Gegen 10 Uhr traf eine dritte Welle von etwa 100 Terroristen in der Basis ein, während gegen 10:20 Uhr Hamas-Terroristen der ersten und zweiten Welle die sieben Überwachungssoldatinnen in Fahrzeuge brachten und in den Gazastreifen entführten. Zur gleichen Zeit kam es an Schutzräumen und Bunkern zu Schusswechseln zwischen Soldaten und Terroristen, während eine Gruppe Terroristen versuchte, in die Kommandozentrale einzudringen, in der sich weibliche Überwachungssoldaten und Stabsoffiziere versteckt hielten. Drei Soldaten, die sich noch in der Basis befanden, darunter mit Warrant Officer Ibrahim Kharuba ein beduinischer Fährtenleser der Gaza-Division, verteidigten den Kontrollraum während eines langen Gefechts, in welchem mindestens acht Terroristen getötet wurden. Die Angreifer forderten Kharuba auf Arabisch auf, sich zu ergeben, was dieser verweigerte. Nachdem es den Terroristen bis gegen 12 Uhr nicht gelungen war, die Truppe am Eingang der Kommandozentrale auszuschalten, verschütteten sie brennbare Substanzen in das Innere des Gebäudes und entzündeten diese, wodurch die Einrichtung in Brand geriet und sich dichter Rauch ausbreitete. Kharuba und 14 weitere Soldaten starben, während sich sechs Soldaten aus Fenstern ins Freie retten konnten.
Erst um 13:36 Uhr drangen Truppen der Fallschirmjägerbrigade, die zuvor in Be’eri und Kfar Aza gekämpft hatten, mit anderen Truppenverbänden, wie von der Golani-Brigade und Schajetet 13, sowie der paramilitärischen Polizeieinheit JAMAM, in die Basis vor und konnte diese bis 17 Uhr unter Kontrolle bringen. Insgesamt wurden 35 Terroristen innerhalb der Basis und weitere zehn außerhalb getötet. Dutzende weitere wurden zwischen der Basis und der Grenzbarriere zum Gazastreifen getötet.
Auf dem Stützpunkt wurden 53 israelische Soldaten getötet, darunter 16 Überwachungssoldatinnen und sechs weitere Soldaten der Kampfunterstützung. Zehn weitere Soldaten wurden entführt, darunter sieben Überwachungssoldatinnen und drei Besatzungsmitglieder von Panzerfahrzeugen. Laut Bataillonskommandeur Tomer Grinberg erlitt das 13. Bataillon der Golani-Brigade in den Kämpfen um das Gebiet zwischen Nahal Oz und Kissufim Verluste von 41 Gefallenen, davon wurden 19 im Gebiet der Basis von Nahal Oz getötet. Die Soldaten Har-Even und Kharuba wurden nach Abschluss der Untersuchung im März 2025 posthum für die Medal of Valor vorgeschlagen, der höchsten militärischen Auszeichnung Israels, welche letztmals 2007 verliehen worden war.

## Nach der Rückeroberung
Am 2. Dezember 2023 gaben die IDF bekannt, den Drahtzieher des Massakers von Nahal Oz, Wissam Farhat, Kommandant des Shuja'iyya-Bataillons der Hamas, bei einem Luftangriff im Gazastreifen getötet zu haben.
Am 27. Mai 2024 veröffentlichten die Vereinten Nationen (UN) einen Untersuchungsbericht zum Terrorangriff der Hamas, unter anderem auf den Militärposten in Nahal Oz. Laut dem UN-Bericht seien im Bereich der Basis 66 israelische Soldaten getötet worden. Viele der weiblichen Beobachterinnen, welche unbewaffnet und nicht für den Kampf ausgebildet waren, wurden getötet, obwohl sie sich bereits ergeben hatten bzw. kampfunfähig waren. Die sieben entführten Soldatinnen seien laut ausgewertetem Filmmaterial körperlichen und verbalen Misshandlungen ausgesetzt gewesen. Vier weibliche Leichen, die in der Basis gefunden wurden, waren teilweise oder vollständig entkleidet, zwei davon waren in getrennten Räumen isoliert und wiesen Anzeichen körperlicher Misshandlung und sexueller Gewalt auf.
Im Juli 2024 berichtete die israelische Zeitung Haaretz, dass im Laufe des Morgens des 7. Oktober 2023 am Außenposten Nahal Oz der umstrittene und 2016 offiziell aufgehobene Hannibal-Einsatzbefehl – die Verhinderung der Entführung von Soldaten mit allen Mitteln, auch unter Gefährdung von deren Leben – angeordnet worden war und berief sich dabei auf Dokumente und Zeugenaussagen von Soldaten. Ob der angebliche Befehl in Nahal Oz umgesetzt wurde, ging aus dem Bericht jedoch nicht hervor bzw. konnte von den IDF nicht bestätigt werden.
Am 30. Januar 2025 teilte das israelische Militär mit, noch vor Inkrafttreten des Waffenstillstandes mit der Hamas am 19. Januar 2025 zwei beim Angriff auf den IDF-Posten Nahal Oz beteiligte Terroristen der Hamas getötet zu haben; Haytham Rajab, ein Mitglied der Eliteeinheit Nuchba des Shuja'iyya-Bataillons, sowie mit Muhammad Aseed ein Mitglied des al-Shati-Bataillons, welcher auf einem Propagandavideo der Hamas bei der Gefangennahme und Verschleppung der Soldatin Naama Levy identifiziert werden konnte.
Am 10. April 2025 gaben die israelischen Streitkräfte und der Geheimdienst Schin Bet bekannt, am Vortag Haitham Khalil bei einem Luftangriff im Gazastreifen getötet zu haben. Khalil habe die Infiltration und den Angriff auf Nahal Oz am 7. Oktober 2023 angeführt und war während des Gaza-Krieges zum Kommandeur des Shuja'iyya-Bataillons aufgestiegen.

## Verbleib der Geiseln
Am 30. Oktober gaben die IDF bekannt, die aus Nahal Oz entführte Soldatin Ori Megidish im Zuge ihrer Bodenoffensive aus dem Gazastreifen befreit und nach Israel zurückgebracht zu haben. Eine weitere entführte Soldatin, Noa Marciano, wurde nach IDF-Angaben am 16. November tot im Gazastreifen aufgefunden.
Am 20. Oktober kam es zur Freilassung zweier US-amerikanisch-israelischer Doppelstaatsbürgerinnen, welche aus Nahal Oz in den Gazastreifen entführt worden waren. Am 26. November kam es im Zuge eines Waffenstillstandsabkommens zur Freilassung von 14 Geiseln aus dem Gazastreifen, davon drei aus Nahal Oz.
Ein 21-jähriger Agrarpraktikant aus Tansania galt seit dem Angriff als vermisst. Sein Tod wurde erst am 13. Dezember durch das Außenministerium von Tansania bestätigt. Laut dem Außenminister January Makamba sei er unmittelbar nach seiner Gefangennahme getötet worden.
Am 21. Januar 2024 gaben die IDF aufgrund von Geheimdienstinformationen den Tod eines 19-jährigen Soldaten der 7. Panzerbrigade bekannt, der am 7. Oktober 2023 bei Kämpfen im Gebiet von Nahal Oz gefallen und dessen Leiche im Anschluss in den Gazastreifen verbracht worden war. Am 12. März 2024 wurde auch der Tod eines weiteren 19-jährigen Soldaten der 7. Panzerbrigade bestätigt. Der US-amerikanisch-israelische Doppelstaatsbürger war zum Zeitpunkt des Terrorangriffs am IDF-Stützpunkt Nahal Oz stationiert und galt bis dahin als lebende Geisel der Hamas.
Im Mai 2024 wurde ein Video öffentlich zugänglich gemacht, das die brutale Geiselnahme der Soldatinnen Agam Berger, Daniella Gilboa, Karina Ariev, Liri Albag und Naama Levy vom IDF-Außenposten während des Terrorangriffs zeigt. Der stark geschnittene Clip wurde auf Wunsch und Zustimmung der Familien veröffentlicht, um Entscheidungsträgern, Vermittlern und der Welt zu zeigen, was die Gefangennahme durch die Hamas wirklich bedeutet und wie dringend ihre Freilassung erforderlich ist. Am 25. Januar 2025 wurden im Zuge eines Waffenstillstandes und Gefangenenaustauschs die vier Soldatinnen Karina Ariev, Daniella Gilboa, Naama Levy und Liri Albag, nach 477 Tagen Gefangenschaft, an das Rote Kreuz übergeben und nach Israel gebracht. Eine weitere Soldatin aus Nahal Oz, Agam Berger, wurde am 30. Januar 2025 aus der Gefangenschaft entlassen.
Am 27. Februar 2025 wurde die Leiche des zum Zeitpunkt seiner Entführung 49 Jahre alten Zivilisten Tsahi Idan im Zuge eines Waffenstillstandes von der Hamas an Israel übergeben. Idan wurde am 7. Oktober 2023 in seinem Haus im Kibbuz Nahal Oz gefangen genommen, nachdem seine älteste Tochter, die 18-jährige Maayan, durch die Tür des Schutzraums erschossen worden war. Die Terroristen hielten Idan, seine Frau und ihre beiden anderen Kinder einige Zeit in dem Haus als Geiseln fest, bevor sie Idan nach Gaza verschleppten. Der Angriff auf das Haus der Familie wurde von den Terroristen mit dem Handy von Idans Frau gefilmt und live auf ihrem Facebook-Konto übertragen. Die israelischen Streitkräfte erklärten, Idan sei während der Gefangenschaft ermordet worden.